# U-21-Fußball-Europameisterschaft 1986
An der U-21-Fußball-Europameisterschaft 1986 beteiligten sich 29 Nationalmannschaften.
Die Spiele in den acht Vorrundengruppen wurden am 1. Mai 1984 gestartet und am 18. Dezember 1985 abgeschlossen. Das Viertelfinale wurde in der Zeit vom 12. bis 29. März 1986 und das Halbfinale wurde in der Zeit von 9. bis 23. April 1986 ausgetragen. Die Endspiele um den Titel fanden am 10. und am 29. Oktober 1986 statt, wobei sich Spanien gegen Italien nach einem 3:3 im Gesamtstand im entscheidenden Elfmeterschießen 3:0 durchsetzte und erstmals den Europameistertitel gewann.
Die Bundesrepublik Deutschland, die DDR, Österreich und die Schweiz schieden bereits in der Vorrunde aus.

## Modus
Die 29 Nationalmannschaften wurden in acht Gruppen – fünf Gruppen zu vier Mannschaften und drei Gruppen zu drei Mannschaften – gelost. Die Nationalauswahlen hatten ihre Begegnungen mit Hin- und Rückspiel auszutragen. Die jeweiligen Gruppensieger (gelb gekennzeichnet) waren für das Viertelfinale qualifiziert, ab dem in Hin- und Rückspiel im K.-o.-System bis zum Finale gespielt wurde.

## Teilnehmer
| Gruppe 1     | Gruppe 2         | Gruppe 3 | Gruppe 4    |
| ------------ | ---------------- | -------- | ----------- |
| Albanien     | BR Deutschland   | England  | Bulgarien   |
| Griechenland | Portugal         | Finnland | DDR         |
| Polen        | Schweden         | Rumänien | Frankreich  |
|              | Tschechoslowakei | Türkei   | Jugoslawien |

| Gruppe 5    | Gruppe 6    | Gruppe 7   | Gruppe 8  |
| ----------- | ----------- | ---------- | --------- |
| Niederlande | Dänemark    | Island     | Belgien   |
| Österreich  | Norwegen    | Schottland | Italien   |
| Ungarn      | Schweiz     | Spanien    | Luxemburg |
| Zypern      | Sowjetunion |            |           |

## Abschneiden der deutschsprachigen Mannschaften

### Bundesrepublik Deutschland
Mit einem 1:0-Sieg in Münster gegen Schweden gelang der Bundesrepublik Deutschland in der Gruppe 2 ein guter Start. Diesem folgten jedoch drei enttäuschende Auswärtsspiele. In Portugal musste eine 1:2-Niederlage hingenommen werden, in der Tschechoslowakei reichte es immerhin zu einem 1:1. Die 1:2-Niederlage in Schweden warf die Bundesrepublik Deutschland endgültig aus dem Rennen um den Gruppensieg. Nach einem 2:0-Erfolg gegen Portugal in Karlsruhe und einem 3:1-Sieg gegen die Tschechoslowakei in Regensburg reichte es nur mehr zum zweiten Gruppenplatz.

### DDR
Mit zwei 1:1-Unentschieden – in Halle gegen Jugoslawien und in Frankreich – startete die DDR in der Gruppe 4. Nach der darauf folgenden 2:3-Niederlage in Bulgarien war die DDR praktisch aus dem Rennen um den Gruppensieg. Zwar gab es gegen Frankreich in Karl-Marx-Stadt und gegen Bulgarien in Halle zwei weitere 1:1-Unentschieden sowie in Jugoslawien einen 3:2-Auswärtssieg, doch reichte dies letztlich nur zum dritten Gruppenplatz.

### Österreich
Enttäuschend war das Abschneider der Österreicher in Gruppe 5. In den sechs Spielen kam die Mannschaft zu keinem einzigen Sieg. Somit standen drei Niederlagen lediglich drei Unentschieden – zweimal gegen Zypern und einmal gegen die Niederlande – gegenüber, womit Österreich über den dritten Gruppenplatz nicht hinauskam.

### Schweiz
Die Schweiz musste gar mit dem letzten Platz in Gruppe 6 vorliebnehmen. In den sechs Spielen konnten die Eidgenossen nur in den Heimspielen punkten. Den einzigen Sieg gab es in Grenchen mit 4:2 gegen die Sowjetunion. Gegen Dänemark (in Bern) und gegen Norwegen (in Freiburg) gab es jeweils 1:1-Unentschieden.

## Qualifikation

### Gruppe 1
Tabelle
| Pl. | Land         | Sp. | S | U | N | Tore    | Diff. | Punkte |
| --- | ------------ | --- | - | - | - | ------- | ----- | ------ |
| 1.  | Polen        | 4   | 3 | 0 | 1 | 010:400 | +6    | 09     |
| 2.  | Griechenland | 4   | 2 | 0 | 2 | 006:800 | −2    | 06     |
| 3.  | Albanien     | 4   | 1 | 0 | 3 | 003:700 | −4    | 03     |

Spielergebnisse
| 16. Oktober 1984 | Polen        | – | Griechenland | 5:1 |
| 30. Oktober 1984 | Polen        | – | Albanien     | 2:0 |
| 26. Februar 1985 | Griechenland | – | Albanien     | 2:0 |

### Gruppe 2
Tabelle
| Pl. | Land             | Sp. | S | U | N | Tore    | Diff. | Punkte |
| --- | ---------------- | --- | - | - | - | ------- | ----- | ------ |
| 1.  | Schweden         | 6   | 4 | 1 | 1 | 007:300 | +4    | 13     |
| 2.  | BR Deutschland   | 6   | 3 | 1 | 2 | 009:600 | +3    | 10     |
| 3.  | Tschechoslowakei | 6   | 2 | 1 | 3 | 006:800 | −2    | 07     |
| 4.  | Portugal         | 6   | 1 | 1 | 4 | 004:900 | −5    | 04     |

Spielergebnisse
| 11. September 1984 | Schweden         | – | Portugal         | 1:1 |
| 13. Oktober 1984   | Portugal         | – | Tschechoslowakei | 0:1 |
| 16. Oktober 1984   | BR Deutschland   | – | Schweden         | 1:0 |
| 13. November 1984  | Portugal         | – | Schweden         | 0:1 |
| 23. Februar 1985   | Portugal         | – | BR Deutschland   | 2:1 |
| 30. April 1985     | Tschechoslowakei | – | BR Deutschland   | 1:1 |

### Gruppe 3
Tabelle
| Pl. | Land     | Sp. | S | U | N | Tore    | Diff. | Punkte |
| --- | -------- | --- | - | - | - | ------- | ----- | ------ |
| 1.  | England  | 6   | 3 | 2 | 1 | 009:300 | +6    | 11     |
| 2.  | Finnland | 6   | 1 | 4 | 1 | 006:600 | ±0    | 07     |
| 3.  | Rumänien | 6   | 1 | 4 | 1 | 005:700 | −2    | 07     |
| 4.  | Türkei   | 6   | 0 | 4 | 2 | 003:700 | −4    | 04     |

Spielergebnisse
| 16. Oktober 1984  | England  | – | Finnland | 2:0 |
| 30. Oktober 1984  | Türkei   | – | Finnland | 1:1 |
| 13. November 1984 | Türkei   | – | England  | 0:0 |
| 2. April 1985     | Rumänien | – | Türkei   | 1:0 |
| 30. April 1985    | Rumänien | – | England  | 0:0 |
| 21. Mai 1985      | Finnland | – | England  | 3:1 |

### Gruppe 4
Tabelle
| Pl. | Land        | Sp. | S | U | N | Tore    | Diff. | Punkte |
| --- | ----------- | --- | - | - | - | ------- | ----- | ------ |
| 1.  | Frankreich  | 6   | 2 | 3 | 1 | 011:700 | +4    | 09     |
| 2.  | Bulgarien   | 6   | 3 | 1 | 2 | 014:120 | +2    | 10     |
| 3.  | DDR         | 6   | 1 | 4 | 1 | 009:900 | ±0    | 07     |
| 4.  | Jugoslawien | 6   | 1 | 2 | 3 | 010:160 | −6    | 05     |

Spielergebnisse
| 28. September 1984 | Jugoslawien | – | Bulgarien   | 1:2 |
| 19. Oktober 1984   | DDR         | – | Jugoslawien | 1:1 |
| 20. November 1984  | Frankreich  | – | Bulgarien   | 2:1 |
| 7. Dezember 1984   | Frankreich  | – | DDR         | 1:1 |
| 2. April 1985      | Jugoslawien | – | Frankreich  | 0:0 |
| 5. April 1985      | Bulgarien   | – | DDR         | 3:2 |

### Gruppe 5
Tabelle
| Pl. | Land        | Sp. | S | U | N | Tore    | Diff. | Punkte |
| --- | ----------- | --- | - | - | - | ------- | ----- | ------ |
| 1.  | Ungarn      | 6   | 5 | 0 | 1 | 009:300 | +6    | 15     |
| 2.  | Niederlande | 6   | 4 | 1 | 1 | 011:300 | +8    | 13     |
| 3.  | Österreich  | 6   | 0 | 3 | 3 | 003:700 | −4    | 03     |
| 4.  | Zypern      | 6   | 0 | 2 | 4 | 003:130 | −10   | 02     |

Spielergebnisse
| 1. Mai 1984        | Zypern      | – | Österreich  | 1:1 |
| 25. September 1984 | Ungarn      | – | Österreich  | 2:0 |
| 16. Oktober 1984   | Niederlande | – | Ungarn      | 1:0 |
| 13. November 1984  | Österreich  | – | Niederlande | 0:0 |
| 17. November 1984  | Zypern      | – | Ungarn      | 1:3 |
| 22. Dezember 1984  | Zypern      | – | Niederlande | 1:3 |

### Gruppe 6
Tabelle
| Pl. | Land        | Sp. | S | U | N | Tore    | Diff. | Punkte |
| --- | ----------- | --- | - | - | - | ------- | ----- | ------ |
| 1.  | Dänemark    | 6   | 3 | 2 | 1 | 011:700 | +4    | 11     |
| 2.  | Norwegen    | 6   | 2 | 2 | 2 | 010:900 | +1    | 08     |
| 3.  | Sowjetunion | 6   | 3 | 0 | 3 | 008:800 | ±0    | 09     |
| 4.  | Schweiz     | 6   | 1 | 2 | 3 | 007:120 | −5    | 05     |

Spielergebnisse
| 11. September 1984 | Norwegen    | – | Schweiz     | 3:0 |
| 25. September 1984 | Dänemark    | – | Norwegen    | 2:2 |
| 10. Oktober 1984   | Norwegen    | – | Sowjetunion | 2:1 |
| 17. Oktober 1984   | Schweiz     | – | Dänemark    | 1:1 |
| 16. April 1985     | Schweiz     | – | Sowjetunion | 4:2 |
| 30. April 1985     | Sowjetunion | – | Schweiz     | 1:0 |

### Gruppe 7
Tabelle
| Pl. | Land       | Sp. | S | U | N | Tore    | Diff. | Punkte |
| --- | ---------- | --- | - | - | - | ------- | ----- | ------ |
| 1.  | Spanien    | 4   | 3 | 1 | 0 | 004:000 | +4    | 10     |
| 2.  | Schottland | 4   | 1 | 1 | 2 | 001:400 | −3    | 04     |
| 3.  | Island     | 4   | 1 | 0 | 3 | 002:300 | −1    | 03     |

Spielergebnisse
| 16. Oktober 1984  | Schottland | – | Island     | 1:0 |
| 13. November 1984 | Schottland | – | Spanien    | 0:2 |
| 26. Februar 1985  | Spanien    | – | Schottland | 0:0 |

### Gruppe 8
Tabelle
| Pl. | Land      | Sp. | S | U | N | Tore    | Diff. | Punkte |
| --- | --------- | --- | - | - | - | ------- | ----- | ------ |
| 1.  | Italien   | 4   | 3 | 1 | 0 | 015:200 | +13   | 10     |
| 2.  | Belgien   | 4   | 1 | 1 | 2 | 007:800 | −1    | 04     |
| 3.  | Luxemburg | 4   | 1 | 0 | 3 | 005:170 | −12   | 03     |

Spielergebnisse
| 17. Oktober 1984 | Belgien | – | Luxemburg | 5:1 |
| 27. März 1985    | Belgien | – | Italien   | 1:1 |
| 17. April 1985   | Italien | – | Luxemburg | 5:1 |

## Finalrunde

### Viertelfinale
Für das Viertelfinale waren die acht Gruppensieger qualifiziert.
| Datum                                     |            | Ergebnis |            | Ort        |
| ----------------------------------------- | ---------- | -------- | ---------- | ---------- |
| 12. März 1986                             | Polen      | 1:0      | Ungarn     | Opole      |
| Tore: ?                                   |            |          |            |            |
| 26. März 1986                             | Ungarn     | 5:0      | Polen      | Gyöngyös   |
| Tore: ?                                   |            |          |            |            |
| Gesamt:                                   | Polen      | 1:5      | Ungarn     |            |
|                                           |            |          |            |            |
| 12. März 1986                             | Schweden   | 1:1      | Italien    | Göteborg   |
| Tore: Peter Larsson, ?                    |            |          |            |            |
| 26. März 1986                             | Italien    | 2:1      | Schweden   | Bergamo    |
| Tore: ?, Peter Lönn                       |            |          |            |            |
| Gesamt:                                   | Schweden   | 2:3      | Italien    |            |
|                                           |            |          |            |            |
| 12. März 1986                             | Dänemark   | 0:1      | England    | Kopenhagen |
| Tore: Nick Pickering                      |            |          |            |            |
| 26. März 1986                             | England    | 1:1      | Dänemark   | Manchester |
| Tore: 0:1 Pierre Larsen, 1:1 Paul Elliott |            |          |            |            |
| Gesamt:                                   | Dänemark   | 1:2      | England    |            |
|                                           |            |          |            |            |
| 12. März 1986                             | Frankreich | 1:3      | Spanien    | Auxerre    |
| Tore: ?                                   |            |          |            |            |
| 26. März 1986                             | Spanien    | 3:1      | Frankreich | Murcia     |
| Tore: ?                                   |            |          |            |            |
| Gesamt:                                   | Frankreich | 2:6      | Spanien    |            |

### Halbfinale
| Datum                  |         | Ergebnis |         | Ort       |
| ---------------------- | ------- | -------- | ------- | --------- |
| 9. April 1986          | Ungarn  | 3:1      | Spanien | Budapest  |
| Tore: ?                |         |          |         |           |
| 23. April 1986         | Spanien | 4:1      | Ungarn  | La Coruña |
| Tore: ?                |         |          |         |           |
| Gesamt:                | Ungarn  | 4:5      | Spanien |           |
|                        |         |          |         |           |
| 9. April 1986          | Italien | 2:0      | England | Pisa      |
| Tore: Donadoni, Vialli |         |          |         |           |
| 23. April 1986         | England | 1:1      | Italien | Swindon   |
| Tore: Robson – Vialli  |         |          |         |           |
| Gesamt:                | Italien | 3:1      | England |           |

### Finale
| Datum                                                                           |         | Ergebnis             |         | Ort        |
| ------------------------------------------------------------------------------- | ------- | -------------------- | ------- | ---------- |
| 10. Oktober 1986                                                                | Italien | 2:1                  | Spanien | Rom        |
| Tore: 0:1 (36.) Calderé, 1:1 (49.) Gianluca Vialli, 2:1 (77.) Giuseppe Giannini |         |                      |         |            |
| 29. Oktober 1986                                                                | Spanien | 2:1 n. V.(3:0 i. E.) | Italien | Valladolid |
| Tore: 1:0 (36.) Eloy Olaya, 1:1 (38.) Giovanni Francini, 2:1 (76.) Roberto      |         |                      |         |            |
| Gesamt:                                                                         | Spanien | 3:3 (3:0 i. E.)      | Italien |            |

## Beste Torschützen
| Platz | Spieler           | Tore |
| ----- | ----------------- | ---- |
| 1     | Gianluca Vialli   | 4    |
| 2     | József Szekeres   | 3    |
|       | Txiki Begiristain | 3    |
|       | Kálmán Kovács     | 3    |
|       | Eloy Olaya        | 3    |